# Việt Nam Dân chủ Xã hội Đảng
Việt Nam Dân chủ Xã hội Đảng - còn được gọi là Đảng Dân Xã hay Dân Xã Đảng Hòa Hảo, là một đảng chính trị hoạt động ở miền Nam Việt Nam giai đoạn 1946-1975.

## Lịch sử hình thành

### Thành lập
Tổ chức tiền thân của đảng Dân Xã là tổ chức các tín đồ Phật giáo Hòa Hảo do giáo chủ Huỳnh Phú Sổ đứng đầu tham gia vào Mặt trận Quốc gia Thống nhất thành lập ngày 14 tháng 8 năm 1945. Tuy nhiên, Hòa Hảo vẫn không có một chính đảng riêng. Sau khi Pháp tái chiếm Nam Bộ, giáo chủ Huỳnh Phú Sổ, với sự trợ giúp của một số trí thức như Nguyễn Văn Sâm, Trần Văn Ân, Nguyễn Hoàn Bích (Nguyễn Bảo Toàn) và luật sư Mai Văn Dậu, đã thành lập một chính đảng vào ngày 21 tháng 9 năm 1946, nhằm tạo tiếng nói chính trị cho khối Phật giáo Hòa Hảo với lập trường danh nghĩa chống cả Pháp lẫn Việt Minh, lấy tên là "Dân chủ Xã hội Đảng", với tôn chỉ:
- Cách mạng con người
- Cách mạng dân tộc
- Cách mạng xã hội.[2]

Giáo sư Nguyễn Hoàn Bích, một tín đồ Thiên Chúa giáo được cử làm Tổng bí thư.

### Hoạt động xây dựng vùng tự trị
Sau khi thành lập, đảng đã thành lập Ban Chấp hành Trung ương liên tỉnh Miền Tây và các cấp tổng bộ, tỉnh bộ, huyện bộ, chi bộ trên các cơ sở tôn giáo tại địa phương. Đảng cũng đã xây dựng lực lượng vũ trang riêng để bảo vệ vùng kiểm soát, chống cả Pháp lẫn Việt Minh. Ngày 27 tháng 2 năm 1947, đảng tham gia vào Mặt trận Quốc gia Thống nhất Toàn quốc, một tổ chức chính trị chống lại quyền lãnh đạo của Việt Minh.
Huỳnh Phú Sổ có kế hoạch cùng các đảng phái, tôn giáo khác sử dụng lực lượng vũ trang của mình để lấy Đồng Tháp Mười làm căn cứ địa, nắm lấy các nguồn tiếp liệu lương thực và kiểm soát các đường giao thông để cô lập lực lượng kháng chiến của Việt Minh ở chiến khu 7, vô hiệu hóa hai chiến khu 8 và 9. Về mặt chính trị sẽ tạo thế liên kết với các đảng phái khác ở miền Bắc để chống lại quyền lãnh đạo Việt Nam của Hồ Chí Minh và chính phủ Việt Nam Dân chủ Cộng hòa.
Đầu tháng 4/1947, các đơn vị vũ trang của Cao Đài, Hòa Hảo, Đại Việt, Bình Xuyên di chuyển về Đồng Tháp Mười lập căn cứ. Quân Dân xã Hòa Hảo tổ chức các hành động càn quét chống chính phủ Việt Nam Dân chủ Cộng hòa ở các tỉnh Long Xuyên, Châu Đốc, Cần Thơ.
Ngày 16 tháng 4 năm 1947, giáo chủ Huỳnh Phú Sổ đột ngột mất tích khi đến Tân Phú, Đồng Tháp Mười để hòa giải sự xung đột giữa Việt Minh và Phật giáo Hòa Hảo. Một số tài liệu của Tây phương cho rằng giáo chủ Huỳnh Phú Sổ bị thuộc hạ của Trần Văn Soái thủ tiêu rồi đổ lỗi cho Việt Minh để chia gây chia rẽ giữa 2 lực lượng. Theo tài liệu của bộ Công An thì Huỳnh Phú Sổ đã bị Việt Minh bắt và xử tử ngày 22 tháng 12 năm 1947 tại Long Xuyên. Sự việc này dẫn đến việc các lực lượng vũ trang của Dân Xã đã đồng loạt tấn công vào lực lượng vũ trang và các cơ sở của Việt Minh tại các tỉnh Châu Đốc, Long Xuyên, Cần Thơ để trả thù cho giáo chủ.
Ngay sau đó, các lực lượng vũ trang Hòa Hảo bị phân hóa thành bốn nhánh quân phiệt cát cứ.
1. Nhóm Trần Văn Soái, tức Năm Lửa, mang danh nghĩa Quân đội Hòa Hảo, hoạt động tại Cần Thơ, Vĩnh Long, đặt bản doanh tại Cái Vồn;
2. Nhóm Lâm Thành Nguyên, tức Hai Ngoán, hoạt động tại 2 tỉnh Long Xuyên và Châu Đốc, bản doanh đặt tại Cái Dầu;
3. Nhóm Lê Quang Vinh, tức Ba Cụt, mang danh nghĩa Nghĩa quân Cách mạng, kiểm soát vùng Rạch Giá, Long Xuyên, đóng bản doanh tại Thốt Nốt;
4. Nhóm Nguyễn Giác Ngộ, tức Ba Gà Mổ, mang danh nghĩa Nghĩa quân Nguyễn Trung Trực, đóng tại một vài khu vực trong tỉnh Long Xuyên, đặt bản doanh tại Chợ Mới.[6]

Hoạt động của đảng Dân Xã vì thế cũng bị chia rẽ, chịu hoàn toàn sự kiểm soát của các thủ lĩnh quân sự.

### Cộng tác với Pháp
Ngày 18 tháng 5 năm 1947, nhân danh Tổng chỉ huy các lực lượng quân sự Hòa Hảo Trần Văn Soái đã ký kết Hiệp định Liên quân với Đại tá Cluzet, Tư lệnh Phân khu Tây Nam Bộ của Pháp, với những cam kết hợp tác. Theo đó thì lực lượng quân sự của giáo phái Hòa Hảo sẽ được quân đội Pháp hậu thuẫn và xem như là Lực lượng Bổ sung (Suppletif Forces) để chống Việt Minh.
Tháng 10 năm 1947, tướng Nguyễn Văn Xuân được cử vào chức vụ thủ tướng chính phủ Nam Kỳ quốc, với tên mới là chính phủ Nam phần Việt Nam thì một tín đồ Hòa Hảo là Trần Văn Ân được bổ làm Tổng trưởng Thông tin. Được ít lâu thì Trần Văn Ân rút lui vì không được người Pháp ủng hộ vì lập trường của ông..
Trong khi đó thì các nhóm Hòa Hảo khác không tán thành sự hợp tác với Pháp của nhóm Trần Văn Soái. Về sau họ mới lần lượt về cộng tác như nhóm Lê Quang Vinh (tháng 1 năm 1948), nhóm Lâm Thành Nguyên (tháng 2 năm 1949). Riêng nhóm Nguyễn Giác Ngộ đến tháng 2 năm 1950 mới về hợp tác với chính phủ Quốc gia Việt Nam của quốc trưởng Bảo Đại.
Các nhóm quân sự đều xây dựng vùng cát cứ riêng, một mặt thì hợp tác với Pháp để chống Việt Minh, mặt kia thì tranh giành ảnh hưởng với nhau. Điều này đã ảnh hưởng không nhỏ đến hoạt động của đảng Dân Xã.

### Chính phủ Ngô Đình Diệm diệt quân phiệt cát cứ
Sau Hiệp định Genève, 1954 chính phủ Quốc gia Việt Nam do Thủ tướng Ngô Đình Diệm cố sáp nhập các lực lượng vũ trang cát cứ vào quân đội chính phủ. Lực lượng của nhóm Nguyễn Giác Ngộ được sáp nhập và được hoán cải thành Trung đoàn 57 bộ binh. Một binh đội khác của nhóm Trần Văn Soái được sáp nhập và hoán cải thành trung đoàn 59. Ngày 24 tháng 9 năm 1954, tướng Trần Văn Soái, được mời giữ chức vụ Quốc vụ khanh, Ủy viên Quốc phòng của Chính phủ Quốc gia Việt Nam. Một số tín đồ Dân Xã Hòa Hảo cũng được bổ nhiệm vào các vị trí trong chính phủ như Huỳnh Văn Nhiệm (Tổng trưởng Nội vụ), Lương Trọng Tường (Tổng trưởng Kinh tế), Nguyễn Công Hầu (Tổng trưởng Canh nông).
Tuy nhiên, hầu hết các nhóm cát cứ đều muốn duy trì quyền lực riêng với những khu tự trị. Thủ tướng Diệm quyết tâm phải chấm dứt tình trạng quân phiệt cát cứ để thu hồi quyền lực trung ương. Tướng Nguyễn Văn Hinh bị cách chức vì phản đối chủ trương này. Một đạo luật cấm đảng Dân Xã hoạt động ra đời, gây rạn nứt giữa khối Hòa Hảo và chính quyền trung ương. Phản ứng trước sự việc này, ngày 30 tháng 3 năm 1955, cả bốn thành viên Dân Xã trong chính phủ đều từ chức. Trước đó, ngày 21 Tháng Ba, Tướng Trần Văn Soái ký tên vào kiến nghị gia nhập Mặt trận Thống nhứt Toàn lực Quốc gia đòi Thủ tướng Ngô Đình Diệm cải tổ chính trị. Thấy chính phủ không nhượng bộ, ông về Cái Vồn để tổ chức binh sĩ.
Tuy nhiên, nhóm Dân Xã do Nguyễn Bảo Toàn lãnh đạo lại theo quan điểm ủng hộ chính phủ. Ngày 29 tháng 4 năm 1955, nhóm Dân Xã do Nguyễn Bảo Toàn đại diện tham gia Hội đồng Nhân dân Cách mạng Quốc gia hậu thuẫn Thủ tướng Diệm phế truất Bảo Đại và diệt cát cứ. Tháng 5 năm 1955, chính phủ mở "chiến dịch Đinh Tiên Hoàng" tấn công vào các lực lượng vũ trang cát cứ của Hòa Hảo. Tướng Lâm Thành Nguyên ra đầu hàng ở Chợ Mới. Tháng 10, Bảo Đại bị truất, Ngô Đình Diệm lên làm Tổng thống Việt Nam Cộng hòa. Sang tháng 1 năm 1956, quân chính phủ tiếp tục mở "chiến dịch Hoàng Diệu" truy kích các nhóm Năm Lửa và Ba Cụt. Ngày 17 tháng 2 năm 1956, tướng Năm Lửa mang quân ra quy thuận.
Mất thế hậu thuẫn từ các nhóm vũ trang, đảng Dân Xã hoạt động rời rạc và chia rẽ. Một nhóm Dân Xã do Ba Cụt lãnh đạo thì tiếp tục chống chính phủ. Tháng 4 năm 1956, tướng Ba Cụt bị bắt vào và bị đem xử tử tại Cần Thơ vào ngày 13 tháng 7 năm 1956. Trịnh Quốc Khánh thay quyền lãnh đạo, không lâu sau cũng bị bắt giam. Nhóm Dân Xã chống chính phủ gần như tan rã hoàn toàn.
Tuy nhiên, tổng thống Ngô Đình Diệm vẫn không an tâm về một tổ chức phần chính đảng, phần tôn giáo, từng một thời có lực lượng hùng hậu. Bị nghi kỵ, nhóm Dân Xã xoay sang ủng hộ chính phủ cũng bị truy bức. Nguyễn Bảo Toàn phải trốn sang Cao Miên rồi qua Mỹ. Quyền lãnh đạo trao về cho một nhân vật ôn hòa hơn là Phan Bá Cầm. Trong kỳ bầu cử ngày 30 tháng 8 năm 1959, nhóm này trúng cử được ba ghế trong số 123 ghế Quốc hội, làm một thiểu số nhỏ trong Quốc hội hoàn toàn bị tổng thống Diệm chi phối. Nhưng chỉ sau một năm, nhân Cuộc đảo chính tại Việt Nam Cộng hòa năm 1960, Phan Bá Cầm cũng bị bắt giam. Tháng 10 năm 1962, Nguyễn Bảo Toàn trở lại Việt Nam, nhưng bị mật vụ chính quyền bắt và thủ tiêu tại sông Nhà Bè. Hoạt động của Dân Xã hoàn toàn bị tê liệt.

### Hoạt động dưới nền Đệ Nhị Cộng hòa
Sau khi tổng thống Diệm bị lật đổ, các nhóm Dân Xã đều phục hồi hoạt động. Tuy nhiên, bấy giờ, Dân Xã bị phân liệt trầm trọng thành nhiều nhóm khác nhau. Nhóm của Pham Bá Cầm giữ tên Đảng Dân Xã nhưng nhóm của Trình Quốc Khánh dùng danh xưng Việt Nam Dân chủ Xã hội Đảng và công khai công kích nhau. Nhóm Đảng Dân Xã dùng đảng kỳ có chữ Vạn vàng trên nền đỏ trong khi Việt Nam Dân chủ Xã hội Đảng trương đảng kỳ là ba ngôi sao đỏ trên nền vàng. Ngoài ra còn có các nhóm Việt Nam Dân Xã Đảng của Trương Kim Cù, Tập đoàn cựu chiến sĩ Hoà Hảo của Lâm Thành Nguyên và Hội cựu quân nhân Phật giáo Hoà Hảo của Trần Huy Đôn. Trong cuộc bầu cử năm 1967 thời Đệ Nhị Cộng hòa Đảng Dân Xã đắc cử trong sáu tỉnh miền Tây tuy vẫn bị phân hóa.

Đảng kỳ được sử dụng trong bầu cử theo quy chế của Tổng thống Nguyễn Văn Thiệu năm 1972.

Năm 1972, theo quy chế đảng phái tham gia bầu cử do Tổng thống Nguyễn Văn Thiệu đề ra thì các nhóm Dân Xã buộc phải thống nhất lại thành "Việt Nam Dân chủ Xã hội Đảng" với đảng kỳ kết hợp là cờ vàng ở giữa có 1 vòng tròn bên trong là hình chữ Vạn và 3 ngôi sao màu đỏ. Sự kiện thống nhất cho phép Đảng hoạt động như một chính đảng tham gia tranh cử. Dưới áp lực của phe ủng hộ tổng thống Thiệu, đảng Dân Xã lại phải gia nhập "Mặt trận Quốc gia Dân chủ Xã hội" hậu thuẫn cho tổng thống Thiệu đắc cử trong cuộc bầu cử độc diễn.
Khi chính thể Việt Nam Cộng hòa sụp đổ năm 1975, đảng Dân Xã cũng bị tan rã. Chính quyền Cộng hòa Miền Nam Việt Nam đã cho truy quét và bắt giam nhiều thành viên của Dân Xã. Một số lãnh đạo của Dân Xã như Phan Bá Cầm, Nguyễn Văn Ca và Trịnh Quốc Khánh đều bị bắt giam và chết trong tù.

### Hoạt động tại hải ngoại
Một số thành viên của Dân Xã sau năm 1975 đã tập hợp lại để tái hoạt động tại hải ngoại. Tuy nhiên, các hoạt động này không gây được tiếng vang.

## Tổ chức

### Các lãnh đạo Dân Xã
- Nguyễn Bảo Toàn
- Phan Bá Cầm
- Lê Quang Vinh
- Trịnh Quốc Khánh
- Lâm Thành Nguyên
- Trương Kim Cù
- Trần Duy Đôn
- Lê Hồng Thanh